# Capelinha
Capelinha là một đô thị thuộc bang Minas Gerais, Brasil. Đô thị này có diện tích 965,901 km², dân số năm 2007 là 33061 người, mật độ 36,7 người/km².